# 1771
1771 је била проста година.

## Догађаји

### Мај
- 23. мај — Битка код Ланцкороне: 4.000 руских војника под Александром Суворовим поразило пољски одред јачине 1.300 људи.

### Јул
- 13. јул — Руско-турски рат (1768—1774): Руске снаге окупирале Крим.[1]

### Септембар
- 15. — 17. септембар — Побуна због куге у Москви услед избијања бубонске куге од које је страдало 57.000 људи.

## Рођења

### Август
- 15. август — Волтер Скот, шкотски писац

## Смрти

### Фебруар
- 12. фебруар — Адолф Фредерик од Шведске, краљ Шведске

### Јул
- 30. јул — Томас Греј, енглески песник (*1716)